# Cmentarz Prądnik Czerwony
Cmentarz Prądnik Czerwony, zwany także cmentarzem Batowickim – największy i jeden z najmłodszych cmentarzy Krakowa. Zlokalizowany jest na obrzeżach miasta, w północnej części Prądnika Czerwonego przy ul. Powstańców 48.
Praktycznie pod nazwą Cmentarz Prądnik Czerwony funkcjonują dwie sąsiadujące ze sobą nekropolie – parafialna i komunalna.
Prądnicki cmentarz parafialny – został otwarty w 1923 roku, poświęcony w 1931 roku. Ma powierzchnię ok. 1 ha. Znajduje się w północno-zachodnim narożniku kompleksu, przy skrzyżowaniu ulic Powstańców i Reduta.  Na cmentarzu funkcjonowała mała kaplica św. Józefa, która spłonęła w 1980. Spoczywa na nim m.in. Jan Kaczara, dorożkarz którego w wierszu Zaczarowana dorożka opisał Konstanty Ildefons Gałczyński oraz mieszkańcy dawnej wsi Prądnik Czerwony.
Cmentarz komunalny Prądnik Czerwony – otwarty w 1966 roku, nazywany Batowickim, od znajdującej się w pobliżu wsi Batowice. Od 1996 roku rozpoczęto prace przebudowy cmentarza komunalnego według projektu architekta Romualda Loeglera. Powstały wtedy m.in. dom pogrzebowy Brama do Miasta Zmarłych (w 1999 roku uznany za najlepszą realizację architektoniczną a w 2006 roku został wybrany jako jedna z dwudziestu najciekawszych realizacji architektonicznych w Polsce po 1989 roku w konkursie „Polska. Ikony architektury”) i nisze katakumbowe (pierwszy pochówek miał miejsce w 1999 roku). W 1998 roku cmentarz został poświęcony przez kardynała Franciszka Macharskiego.
Powierzchnia cmentarza była powiększana w latach 1984, 1987, 1992, 1997 i 2005, obecnie zajmuje obszar około 41,75 ha, docelowo powierzchnia nekropolii będzie wynosiła 55 ha.

## Pochowani
- Jerzy Bereś – rzeźbiarz, artysta performer
- Andrzej Iwan – piłkarz[3]
- Andrzej First – mistrz Polski w kickboxingu
- Joachim Knychała[4] - seryjny morderca
- Bogdan Łyszkiewicz – muzyk zespołu Chłopcy z Placu Broni
- Mariusz Markiewicz – historyk
- Zbigniew Mendera – profesor zwyczajny w dziedzinie teorii konstrukcji i konstrukcji stalowych
- Kazimierz Paszucha – taternik
- Maria Pinińska-Bereś – rzeźbiarka, artystka perfomerka i prekursorka nurtu feministycznego
- Wojciech Świątkowski – dyrektor Świętokrzyskiego Parku Narodowego
- Jan Targosz – profesor Akademii Górniczo-Hutniczej im. Stanisława Staszica w Krakowie
- Aleksander Trojkowicz – artysta malarz pejzażysta i polichromista
- Kazimierz Urban – religioznawca i politolog, profesor Uniwersytetu Ekonomicznego w Krakowie
- Stanisław Węcławik – geolog
- Andrzej Zaucha – piosenkarz i aktor
- Józefa Dadak – polska Sprawiedliwa wśród Narodów Świata

oraz żołnierze Armii Krajowej, Wojska Polskiego, Batalionów Chłopskich. Znajdują się tam również mogiły legionistów, uczestników powstania wielkopolskiego i powstań śląskich.
Cmentarz posiada także największą w Krakowie kwaterę osób o nieustalonej tożsamości.

## Galeria

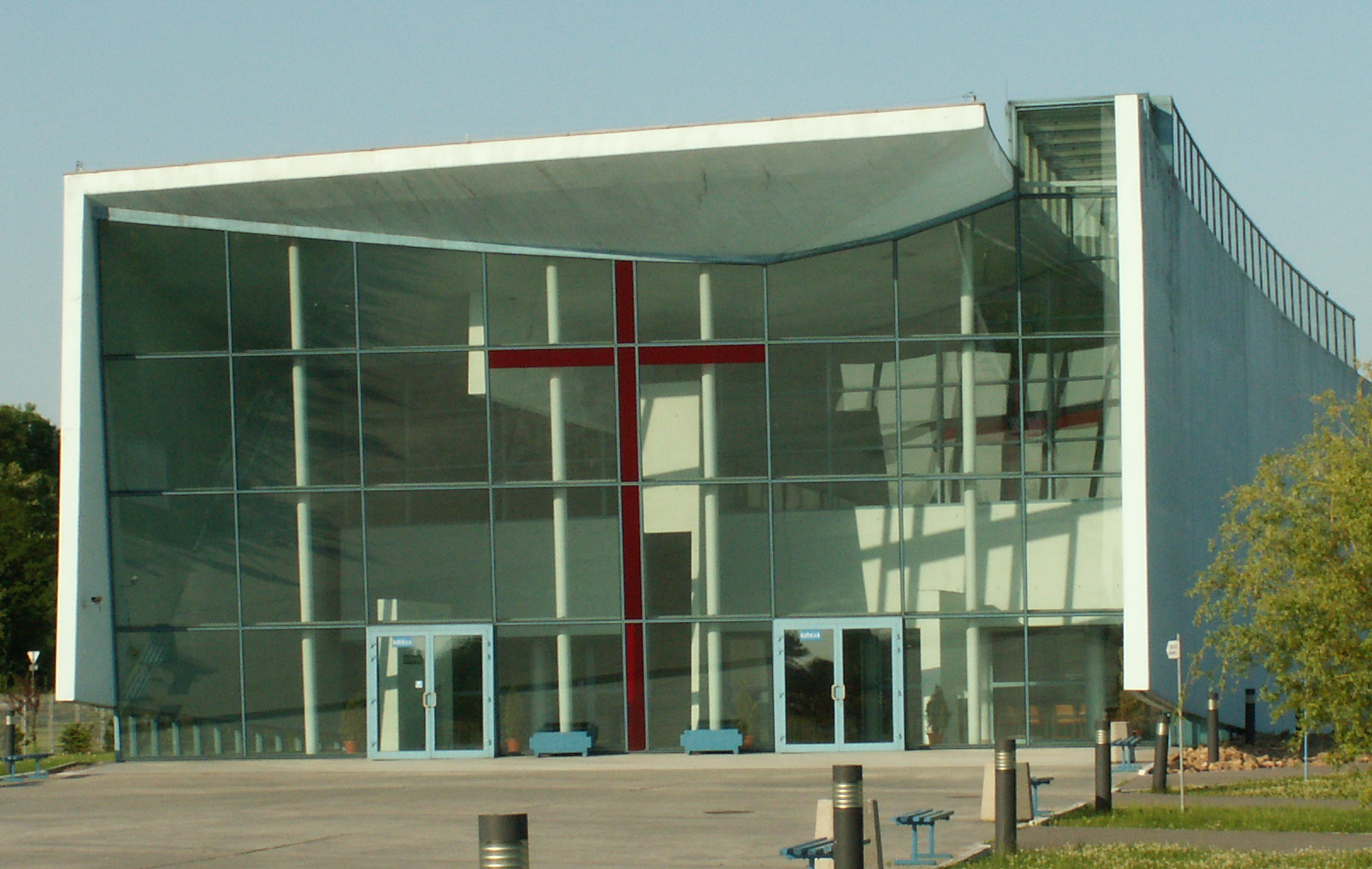
Nowoczesny dom pogrzebowy z dwiema kaplicami ukończony w 1998 roku – tzw. Brama do Miasta Zmarłych (proj. Romuald Loegler).
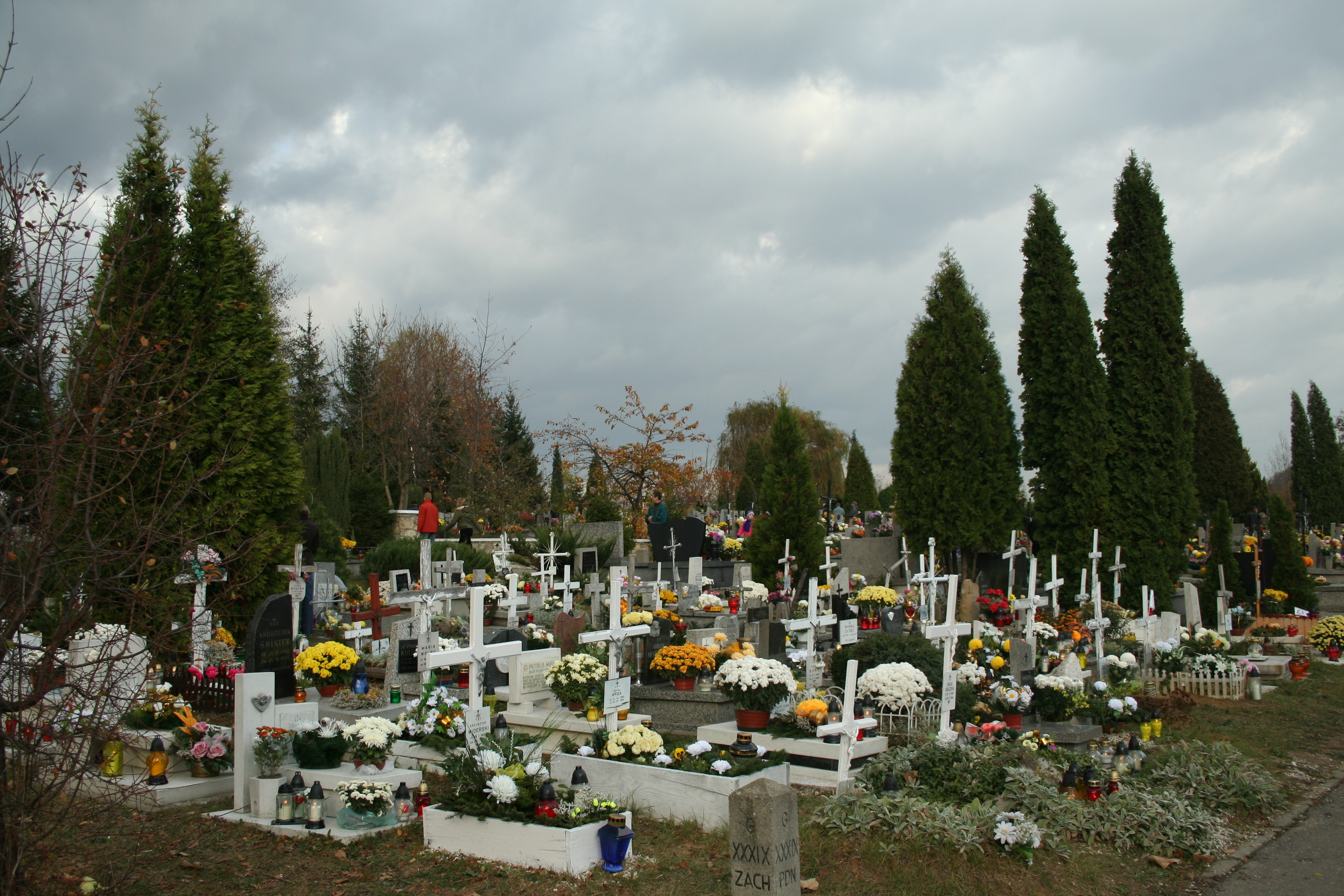
Kwatera cmentarna w dniu Wszystkich Świętych (01.11.2006 r.).
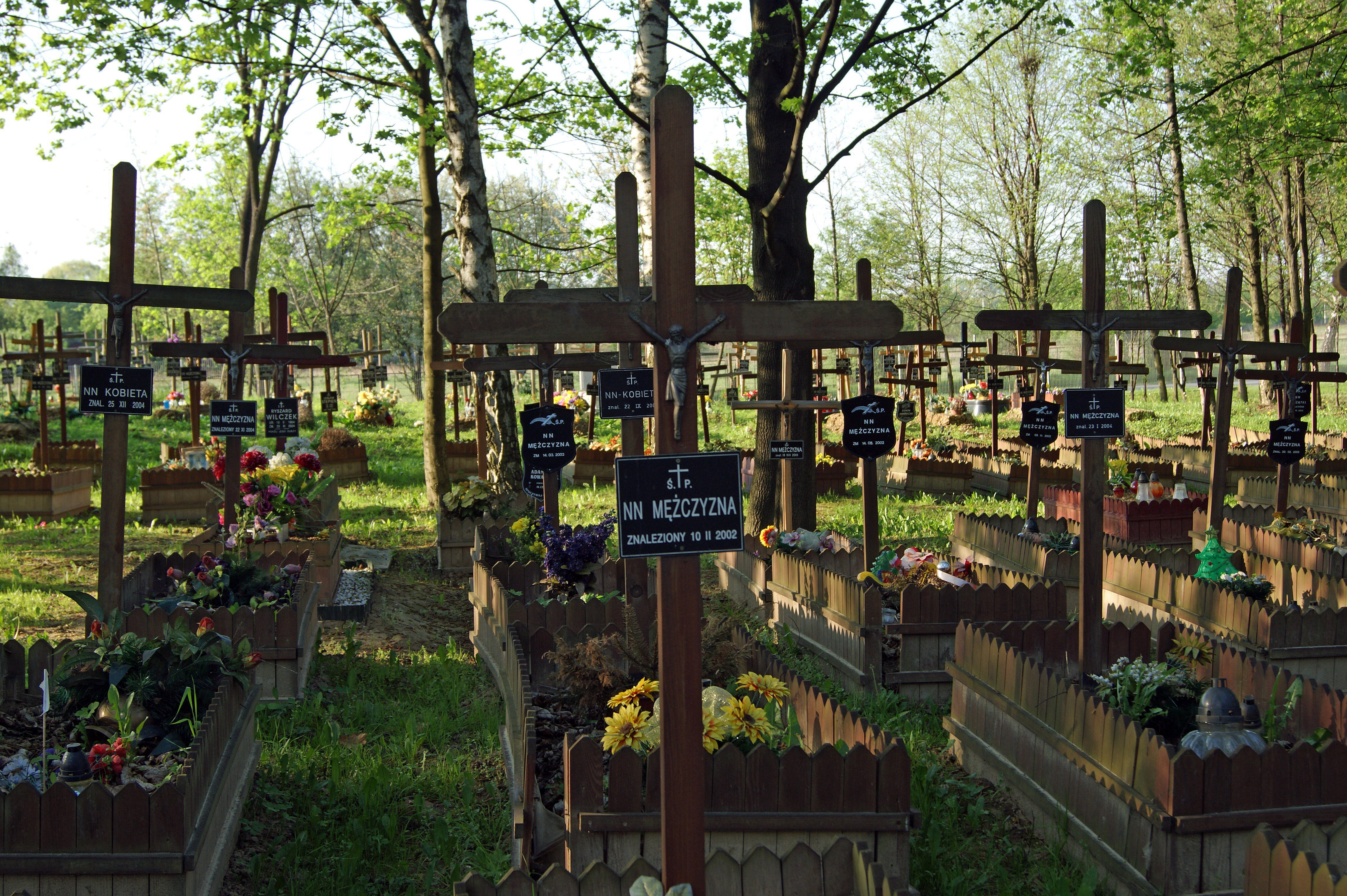
Kwatera osób o nieustalonej tożsamości.
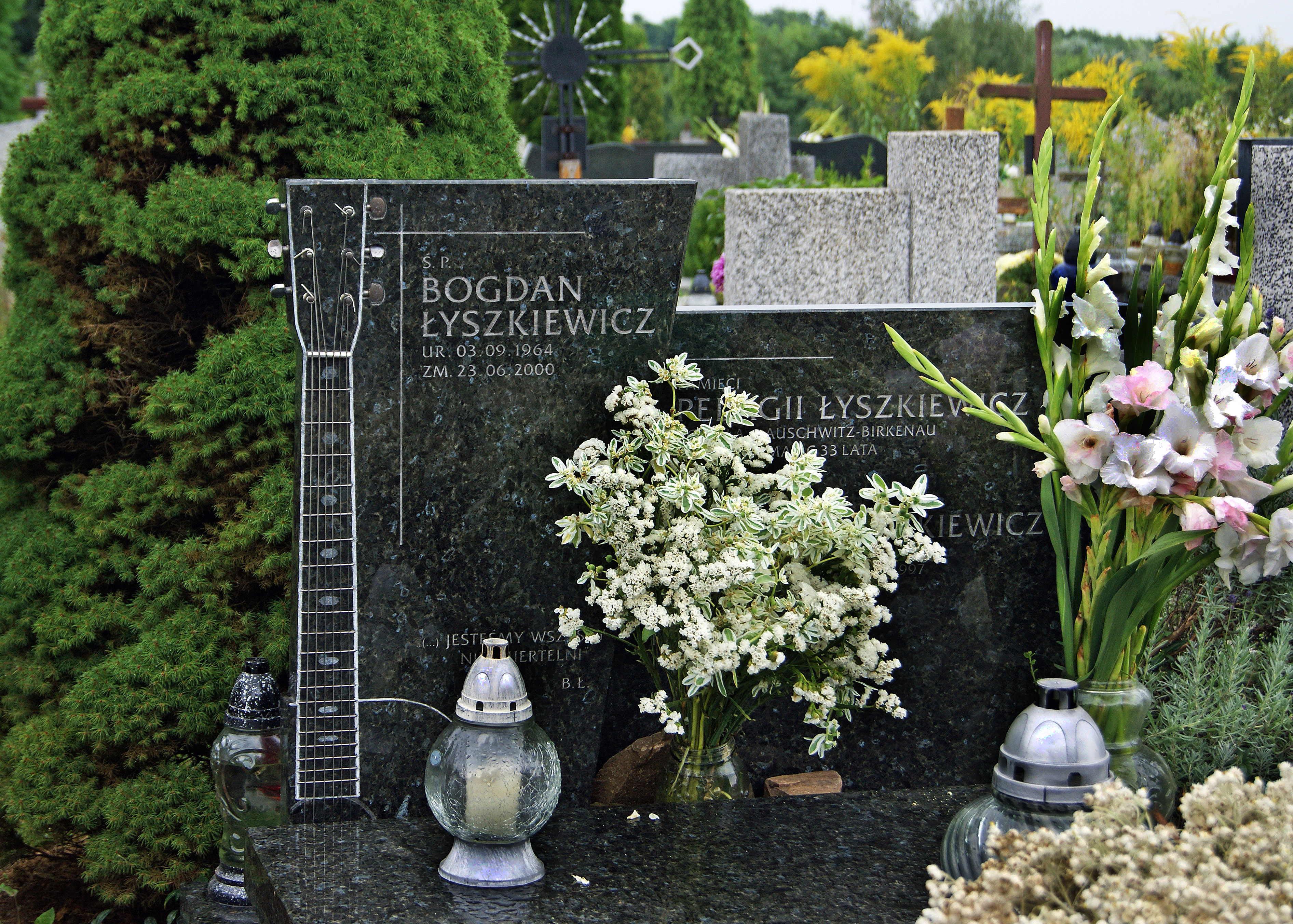
Grób Bogdana Łyszkiewicza
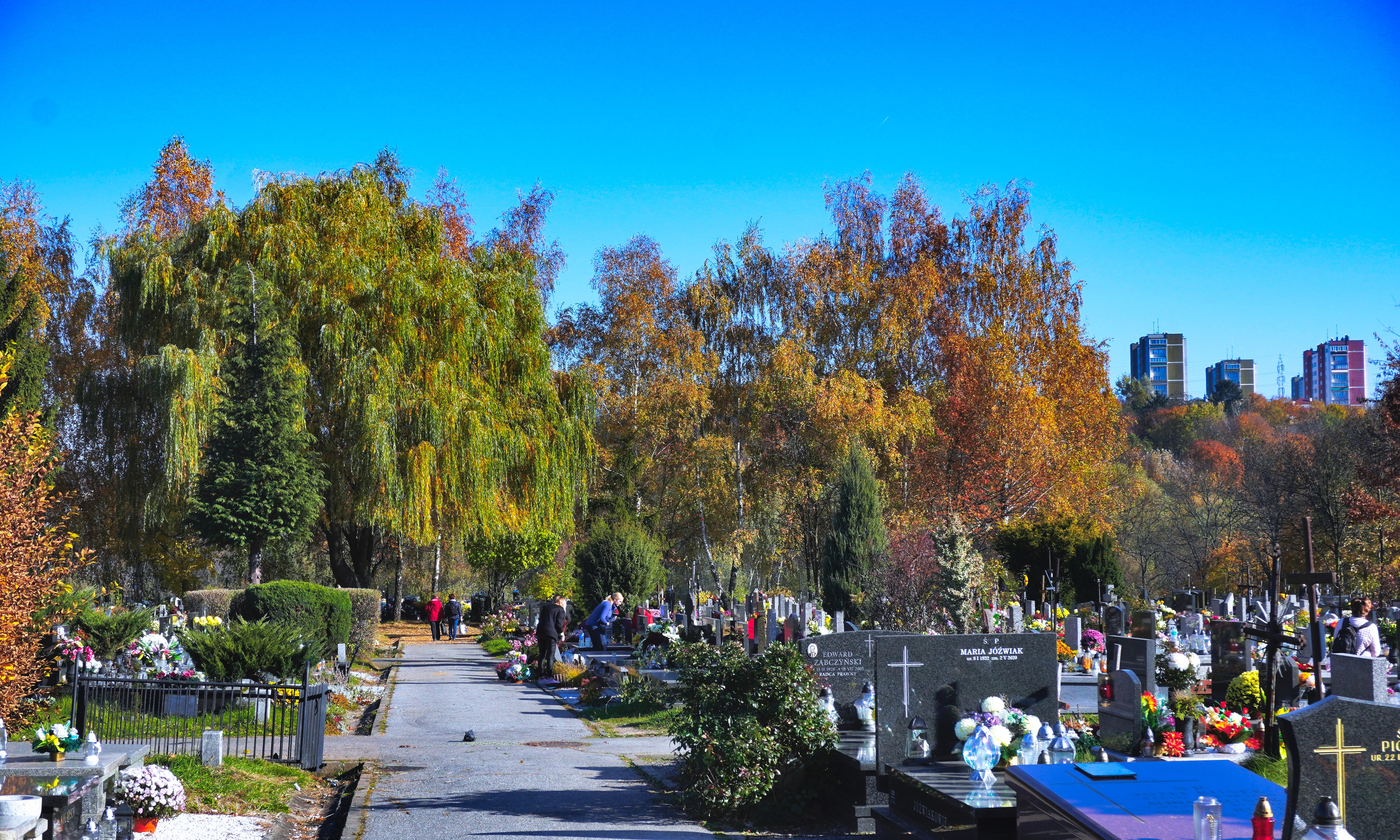
Aleja we wschodniej części cmentarza, widok na wschód, w tle bloki na os. Złotego Wieku
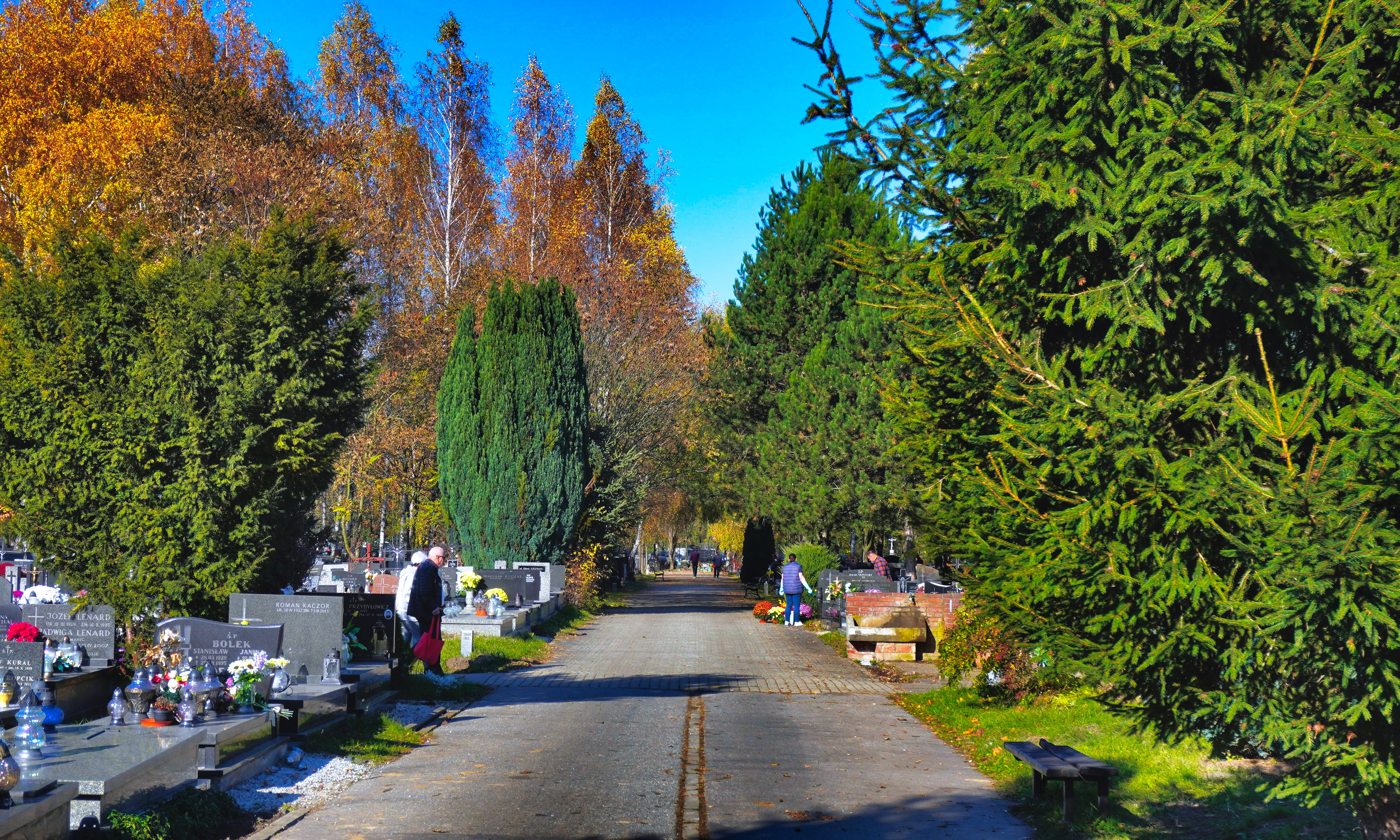
Aleja we wschodniej części cmentarza, widok na północ